# NGC 1591
NGC 1591 ist eine Balken-Spiralgalaxie vom Hubble-Typ SBbc im Sternbild Eridanus südlich des Himmelsäquators. Sie ist schätzungsweise 178 Millionen Lichtjahre von der Milchstraße entfernt und hat einen Durchmesser von etwa 65.000 Lichtjahren. 

Im selben Himmelsareal befindet sich u. a. die Galaxie NGC 1592.
Die Typ-IIb-Supernova SN 2008V wurde hier beobachtet.
Das Objekt wurde am 6. November 1834 von John Herschel entdeckt.